# Бранська волость
Бранська волость — адміністративно-територіальна одиниця Володимир-Волинського повіту Волинської губернії Російської імперії та Української держави. Волосний центр — село Брани.
Наприкінці ХІХ ст. до складу волості увійшли села Боротчичі, Галичани та Зборишів ліквідованої Холонівської волості.
Станом на 1885 рік складалася з 15 поселень, 13 сільських громад. Населення — 6423 особи (3186 чоловічої статі та 3237 — жіночої), 835 дворових господарства.
|                     | Площа, десятин | У тому числі орної, дес. |
| ------------------- | -------------- | ------------------------ |
| Сільських громад    | 6867           | 4538                     |
| Приватної власності | 8312           | 3342                     |
| Казенної власності  | —              | —                        |
| Іншої власності     | 273            | 207                      |
| Загалом             | 15351          | 8087                     |

Основні поселення волості:
- Брани — колишнє власницьке село за 60 верст від повітового міста, волосне правління, 450 осіб, 75 дворів, православна церква, школа, постоялий будинок, водяний млин, вітряк. За 5 версти — черепичний завод.
- Борисковичі — колишнє власницьке село, 374 особи, 68 дворів, православна церква, постоялий будинок.
- Бужани — колишнє власницьке село, 845 осіб, 128 дворів, православна церква, каплиця, постоялий будинок, цегельний завод.
- Довге — колишнє власницьке село, 507 осіб, 80 дворів, православна церква, постоялий будинок, 2 водяних млини, вітряк.
- Дружкопіль — колишнє власницьке містечко, 225 осіб, 35 дворів, православна церква, синагога, 2 єврейських молитовних будинки, 2 постоялих будинки, 2 млини.
- Пильгани — колишнє власницьке село, 396 осіб, 51 двір, православна церква, постоялий будинок, кузня, водяний млин, вітряк.
- Ржищів — колишнє власницьке село, 415 осіб, 73 двори, православна церква, постоялий будинок, водяний млин.
- Сільце — колишнє власницьке село, 348 осіб, 53 двори, православна церква, постоялий будинок.
- Цегів — колишнє власницьке село, 454 особи, 62 двори, православна церква, 2 постоялих будинки.

## Історія
Волость існувала з 1861 по 1940 р.: до 1917 р. — у складі Володимир-Волинськоі го повіту Волинської губернії Російської імперії, далі — у складі Української держави, а з 18 березня 1921 року Західна Волинь відійшла до складу Польщі і з 1921 по 1939 роки волость існувала під назвою ґміна Брани Горохівського повіту Волинського воєводства в тих же межах, що і до 1921 року. В 1921 р. волость складалася з 44 населених пунктів, налічувала 13 035 жителів (10 701 православний, 1 379 римо-католиків, 4 євангелісти, 27 греко-католиків і 924 юдеї).
Польською окупаційною владою на території ґміни інтенсивно велася державна програма будівництва польських колоній і заселення поляками. На 1936 рік ґміна складалася з 22 громад:
1. Баторівка — колонії: Рокитна і Зборишів Новий;
2. Борочиче — село: Борочиче;
3. Борисковичі — село: Борисковичі;
4. Брани — село: Брани, фільварок: Брани, військове селище: Брани та колонія: Волиця-Бранська;
5. Бужани — село: Бужани, фільварки: Бужани і Воля та лісничівка: Бужани;
6. Цехів — село: Цехів та фільварки: I Цехів, II Цехів і III Цехів;
7. Довге — село: Довге;
8. Дружкопіль — містечко: Дружкопіль;
9. Дружкопіль — село: Дружкопіль;
10. Галичани — село: Галичани, фільварки: Галичани і Люлівка та колонія: Тараниха;
11. Куповальці — село: Куповальці, колонія: Люлівка-Венгерщина та військове селище: Нове-Гнізно;
12. Пулгани — село: Пулгани, фільварок: Пулгани та лісничівка: Пулгани;
13. Ржищів — село: Ржищів, фільварки: Рищів і Рудка та гаївка: Стара Рудка;
14. Сілець — село: Сільці;
15. Скриголове — село: Скригове;
16. Щирока — колонії: Широка, Червона, Скуратівка і Завалля;
17. Угів — село: Угів;
18. Волиця — село: Волиця та хутір: Конвещина;
19. Зборищів Старий — село: Зборищів Старий та фільварок: Зборищів Старий;
20. Зборищів Новий — колонії: Озерці, Поперечниця і Стависька
21. Застав'я — село: Застав'я та колонії: Пожарниця і Сенява;
22. Журавники — село: Журавники.

Після входження Західної України до складу СРСР ґміну Брани ліквідовано, територію включено до Берестечківського району.